# Ивашко, Наталья Васильевна
	Наталья Васильевна Ивашко (17 августа 1976) — российская женщина-борец вольного стиля, призёр чемпионата мира и Европы, пятикратная чемпионка России, мастер спорта России международного класса.

## Спортивная карьера
В июле 1993 года в австрийском Гётцисе неудачно выступила на чемпионате мира среди юниоров. В апреле 2000 года в финале чемпионата Европы в Будапеште в финале уступила шведке Саре Эрикссон. В сентябре 2003 года в финале чемпионата мира проиграла японке Сэйко Ямамото.

## После 2004 года
В 2004 году закончила спортивную карьеру. С 2015 года работает на кафедре физического воспитания СибГАУ имени Решетнева. Доцент.

## Спортивные результаты
- Чемпионат мира по борьбе среди юниоров 1993 — 5;
- Чемпионат мира по борьбе 1997 — 4;
- Чемпионат Европы по борьбе 1998 — 4;
- Чемпионат мира по борьбе 1998 — 4;
- Чемпионат мира по борьбе 1999 — 7;
- Чемпионат Европы по борьбе 2000 — ;
- Чемпионат мира по борьбе 1999 — 10;
- Чемпионат мира по борьбе 2003 — ;
- Кубок мира по борьбе 2003 — 5;

## Личная жизнь
Мама — Ольга Викторовна работала воспитателем в детском саду и учителем в школе. У Натальи одна сестра и четыре брата, среди которых Илья — мастер спорта по вольной борьбе. Отец умер от сердечного приступа, когда самому младшему был год.